# Gmina związkowa Irrel
Gmina związkowa Irrel (niem. Verbandsgemeinde Irrel) – dawna gmina związkowa w Niemczech, w kraju związkowym Nadrenia-Palatynat, w powiecie Eifel Bitburg-Prüm. Siedziba gminy związkowej znajdowała się w miejscowości Irrel. 1 lipca 2014 gmina związkowa została połączona z gminą związkową Neuerburg tworząc nową gminę związkową Südeifel.

## Podział administracyjny
Gmina związkowa zrzeszała 17 gmin wiejskich:
1. Alsdorf
2. Bollendorf
3. Echternacherbrück
4. Eisenach
5. Ernzen
6. Ferschweiler
7. Gilzem
8. Holsthum
9. Irrel
10. Kaschenbach
11. Menningen
12. Minden
13. Niederweis
14. Peffingen
15. Prümzurlay
16. Schankweiler
17. Wallendorf